# Mieczysław Popławski
Mieczysław Stanisław Popławski (ur. 20 grudnia 1893 w Odessie, zm. 29 grudnia 1946 w Otwocku) – polski filolog klasyczny, historyk, profesor Katolickiego Uniwersytetu Lubelskiego.

## Życiorys
Studiował na Uniwersytecie w Petersburgu, gdzie jego wykładowcami byli m.in. Tadeusz Zieliński i Michaił Rostowcew. Od 1919 związany z KUL. Od 1923 zastępca profesora, habilitacja – 1928, profesor nadzwyczajny – 1928, profesor zwyczajny od 1938 roku. W roku akademickim 1944/1945 był dziekanem Wydziału Nauk Humanistycznych KUL.

## Wybrane publikacje
- Bellum Romanum: sakralność wojny i prawa rzymskiego[1], Lublin: Uniwersytet Lubelski 1923.
- Kapłani kastraci w starożytności[2], Lwów: Polskie Tow. Historyczne 1926.
- L'apotheose de Sylla et d'Auguste, Leopoli: Pol. Societas Philologae 1927.
- Literackie walory pamiętników Cezara: odczyt wygłoszony na konferencji filologów klasycznych w Lublinie w kwietniu 1933 roku[3], Lublin: Bibljoteka Katolickiego Uniw. Lubelskiego 1933.
- Remarques sur la forme littéraire des oeuvres de Salluste, Leopolis: Editum auxilio Ministerii Instructionis Publicae Ministerii Rerum Externarum Auctorumque 1933.
- Polityczna publicystyka w dobie Cezara i Augusta, Lublin 1935.
- Oktawian August[4], Lublin 1938.
- Sylwetki rzymskich uczonych[5], Lublin 1939.
- Muzeum czyli Królewskie Towarzystwo Nauk i Literatury w Aleksandrii[6], Lublin: Towarzystwo Naukowe KUL 1946.
- Bellum Romanum: sakralność wojny i prawa rzymskiego, oprac. red. Katarzyna Górna, Robert Sawa, Lublin: Wydawnictwo KUL 2011.